# Airdrie (Alberta)
Airdrie és una ciutat de la província d'Alberta, Canadà, dins de la regió de Calgary. Es troba al nord de Calgary en el corredor Calgary-Edmonton en la intersecció d'Autopista Queen Elizabeth II (Autopista 2) i Autopista 567.
La ciutat d'Airdrie és part de l'àrea metropolitana censal de Calgary i membre de la comunitat del Consorci Regional de Calgary (CRP). La ciutat està envoltada pel comtat de Rocky View.

## Història
Airdrie es va establir per primera vegada com un poble de ferrocarril en 1889 durant la construcció del Ferrocarril de Calgary i Edmonton, i va rebre el nom d'Airdrie, Escòcia. Només hi havia construccions ferroviàries fins a 1901 quan es va construir la primera casa de camp i el graner, seguit d'una oficina de correus i una botiga el mateix any. Avui, Airdrie és una ciutat dormitori i centre industrial.

## Demografia
| Minories visible i població aborigen (Cens del Canadà del 2006) | Minories visible i població aborigen (Cens del Canadà del 2006) | Minories visible i població aborigen (Cens del Canadà del 2006) | Minories visible i població aborigen (Cens del Canadà del 2006) |
| Grup de població                                                | Grup de població                                                | Població                                                        | % de la població total                                          |
| --------------------------------------------------------------- | --------------------------------------------------------------- | --------------------------------------------------------------- | --------------------------------------------------------------- |
| Blanc                                                           | Blanc                                                           | 27,040                                                          | 939,0%                                                          |
| Minoria visible Font:                                           | Àsia del SUd                                                    | 190                                                             | 7,0%                                                            |
| Minoria visible Font:                                           | Xinesos                                                         | 230                                                             | 8,0%                                                            |
| Minoria visible Font:                                           | Afrocanadencs                                                   | 95                                                              | 3,0%                                                            |
| Minoria visible Font:                                           | Filipins                                                        | 125                                                             | 4,0%                                                            |
| Minoria visible Font:                                           | Llatinoamericans                                                | 50                                                              | 2,0%                                                            |
| Minoria visible Font:                                           | Àrabs                                                           | 10                                                              | 0%                                                              |
| Minoria visible Font:                                           | Àsia Sud-oriental                                               | 0                                                               | 0%                                                              |
| Minoria visible Font:                                           | Àsia occidental                                                 | 40                                                              | 1,0%                                                            |
| Minoria visible Font:                                           | Coreans                                                         | 40                                                              | 1,0%                                                            |
| Minoria visible Font:                                           | Japonesos                                                       | 60                                                              | 2,0%                                                            |
| Minoria visible Font:                                           | Minoria visible, n.i.e.                                         | 0                                                               | 0%                                                              |
| Minoria visible Font:                                           | Multiple                                                        | 35                                                              | 1,0%                                                            |
| Total població minoria visible                                  | Total població minoria visible                                  | 885                                                             | 31,0%                                                           |
| Aborígens Font:                                                 | Primeres Nacions                                                | 280                                                             | 1%                                                              |
| Aborígens Font:                                                 | Métis                                                           | 555                                                             | 19,0%                                                           |
| Aborígens Font:                                                 | Inuit                                                           | 15                                                              | 1,0%                                                            |
| Aborígens Font:                                                 | Aborigen, n.i.e.                                                | 10                                                              | 0%                                                              |
| Aborígens Font:                                                 | Múltiple identitat aborigen                                     | 10                                                              | 0%                                                              |
| Total població aborigen                                         | Total població aborigen                                         | 870                                                             | 3%                                                              |
| Total població                                                  | Total població                                                  | 28,795                                                          | 100%                                                            |

## Agermanaments
| País          | Ciutat   | Data |
| ------------- | -------- | ---- |
| Corea del Sud | Gwacheon | 1997 |